# Mário Câmara
Mário Leopoldo Pereira da Câmara (Natal, 3 de setembro de 1891 — Rio de Janeiro, 3 de dezembro de 1967) foi um advogado e ministro brasileiro.
Foi interventor federal no Rio Grande do Norte, de 2 de agosto de 1933 a 27 de outubro de 1935.
Foi ministro da Fazenda, de 11 de outubro de 1955 a 31 de janeiro de 1956, nos governos Café Filho, Carlos Luz e Nereu Ramos.